# Kroatistika
Kroatistika (hrvaški študiji, hrvatistika) je interdisciplinarna veda, ki v ožjem jedrnem smislu proučuje hrvaški jezik in književnost (kot posebno področje slavistike), v širšem pa vključuje študij hrvaške kulture v njeni sodobni prisotnosti in zgodovinskem obsegu.
Hrvaška književnost je pisana v treh pisavah (latinica, glagolica in cirilica), treh narečjih (čakavščina, kajkavščina in štokavščina) ter dveh jezikovnih skupinah – latinščina (romunščina) in slovanska. Hrvaško kulturo je od samih začetkov določalo sožitje več komponent, ki jo umeščajo v kontekste, ki so veliko širši od nje same. Hrvaško kulturo že od samega začetka zaznamuje dejstvo, da so njene praslovanske in avtohtone sredozemske korenine enako pristne.
Celoten hrvaški jezikovni izraz, štokavščino, kajkavščino in čakavščino, je že zgodaj opazil Pavel Josef Šafařík (1826). Toda temelji kroatistike so bili postavljeni v baročnem enciklopedizmu na začetku 16. stoletja, ko so bili prvič zbrani in pregledani viri in zgodovinski okviri (Juraj Ratkaj, Ivan Lučić, Daniele Farlati) ter utemeljena hrvaška slovnična in leksikografska tradicija (Bartol Kašić, Faust Vrančić).
Hrvaški oddelki ali univerzitetni oddelki za hrvaški jezik se nahajajo na skoraj vseh hrvaških univerzah, Univerzi v Mostarju, Univerzi Macquire v Avstraliji, na Poljskem, v ZDA in nekaterih drugih evropskih državah.
Nekatere od znanstvenih in strokovnih filoloških revij, specializiranih za hrvaške teme, so Jezik, Hrvatski jezik, Croatian Studies Review, Čakavska rič (čakavščina), Kaj (kajkavščina), Folia onomastica Croatica (onomastika), Hrvatski dijalektološki zbornik (dialektologija), Jezikoslovlje, Kroatologija, Slovo, Journal of Croatian Studies in drugi.